# سیارک ۲۹۱۲۲
سیارک ۲۹۱۲۲ (به انگلیسی: 29122 Vasadze، نامگذاری:1982YR1) بیست و نه هزار و صد و بیست و دومین سیارک کشف شده‌است که در ۲۴ دسامبر ۱۹۸۲ کشف شد.